# JMonkey Engine
Pour les articles homonymes, voir JME.
jMonkey Engine (jME) est un moteur de jeu libre spécialement conçu pour le développement 3D moderne comme il utilise extensivement la technologie de shader. jMonkey Engine est écrit en Java et utilise LWJGL pour son rendu par défaut (un autre système de rendu basé sur JOGL est disponible). OpenGL 2 à OpenGL 4 est pleinement supporté.
jMonkey Engine est un projet Open Source centré sur la communauté publié sous la nouvelle licence BSD. Il est utilisé par plusieurs studios de jeux vidéo, et des institutions éducatives,,. C'est aussi un EDI, articulé autour de ce moteur de jeu, et basé sur l'EDI Netbeans : il inclut notamment son propre éditeur de terrain. 
Il existe un fork de jMonkey nommé Ardor3D ayant notamment été utilisé lors de la mission Mars Curiosity par la NASA.